# Kerényi Zsolt
Kerényi Zsolt (Budapest, 1962. január 17.) iskolaigazgató, alpolgármester.

## Életútja
Piarista Gimnázium Budapest. Bárczi Gusztáv Gyógypedagógiai Tanárképző Főiskola oligofrén  pedagógia, pszichopedagógia szakos tanár, Testnevelési Egyetem kosárlabda edző, Pázmány Péter Katolikus Egyetem közoktatási vezető. NB I-es (profi) kosárlabdázóként került Dombóvárra.

## Társasági tagság
- Fidesz–KDNP Pártszövetség
- Szolnoki Olajbányász KK
- Dombóvári VMSE - kosárlabda csapata

## Külső hivatkozások
- Oktatási Hivatal
- HVG
- Megkezdte munkáját az új testület Dombóváron - 2019 Archiválva 2019. november 3-i dátummal a Wayback Machine-ben